# Sectorul Centru
Centru es uno de los cinco sectores en los que se divide administrativamente Chișinău, capital de Moldavia. La administración local se rige por un pretor nombrado por la administración de la ciudad. Gobierna sobre una parte de la ciudad de Chișinău en sí (parte central y occidental), y la ciudad suburbana o municipio de Codru. Este sector está en gran parte poblado por rumanos (moldavos).
En esta zona están ubicados la mayoría de los monumentos, museos, edificios gubernamentales y escuelas. También en el centro se encuentra la estación de ferrocarril y el Palatul Național (Palacio Nacional), donde actúan los cantantes nacionales e internacionales. Otro lugar importante en Centru es la Piața Marii Adunări Naționale (la Plaza Nacional), donde se celebran conciertos a través de varias celebraciones.

## Lugares destacados

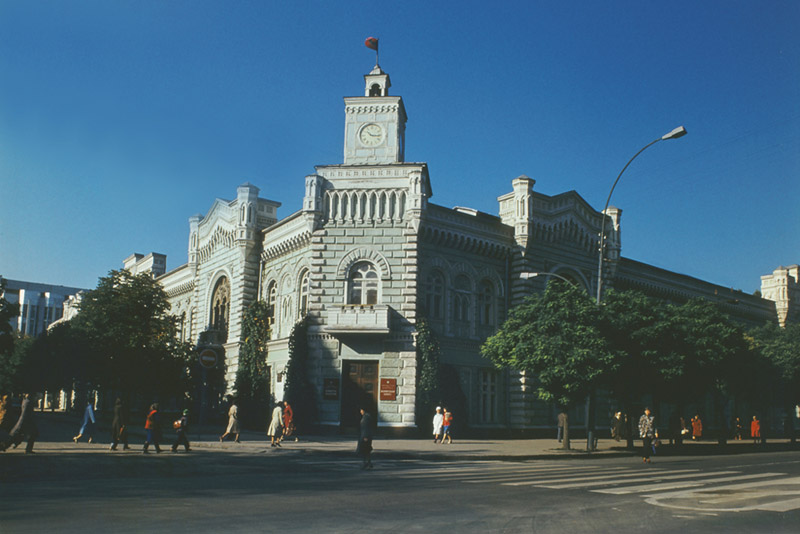
Ayuntamiento de Chișinău
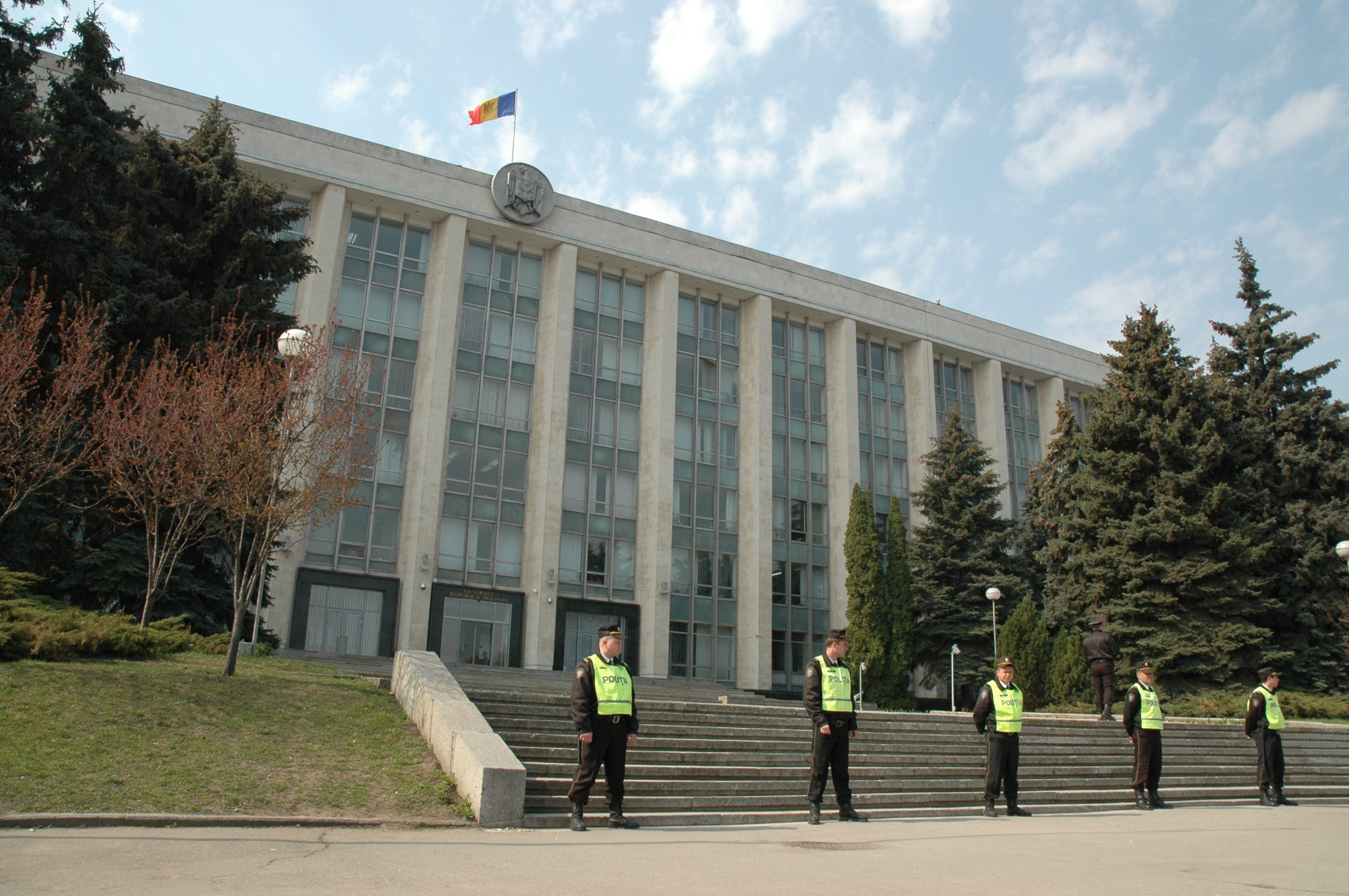
Sede del gobierno nacional
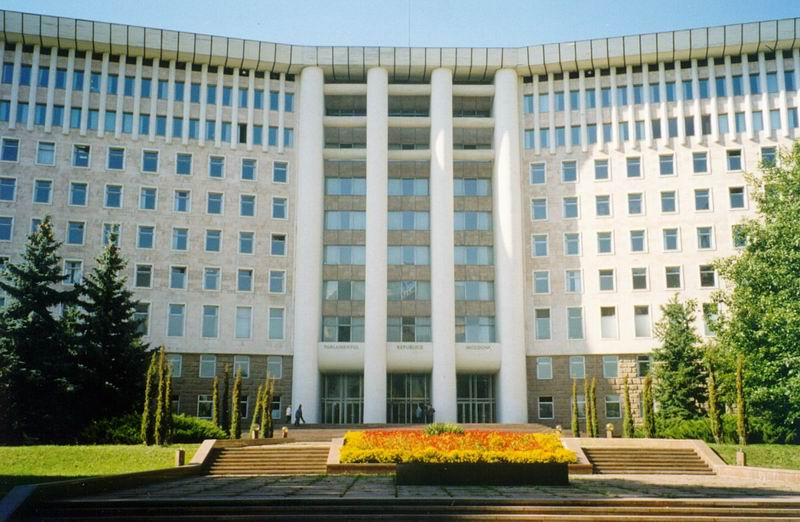
Parlamento de Moldavia
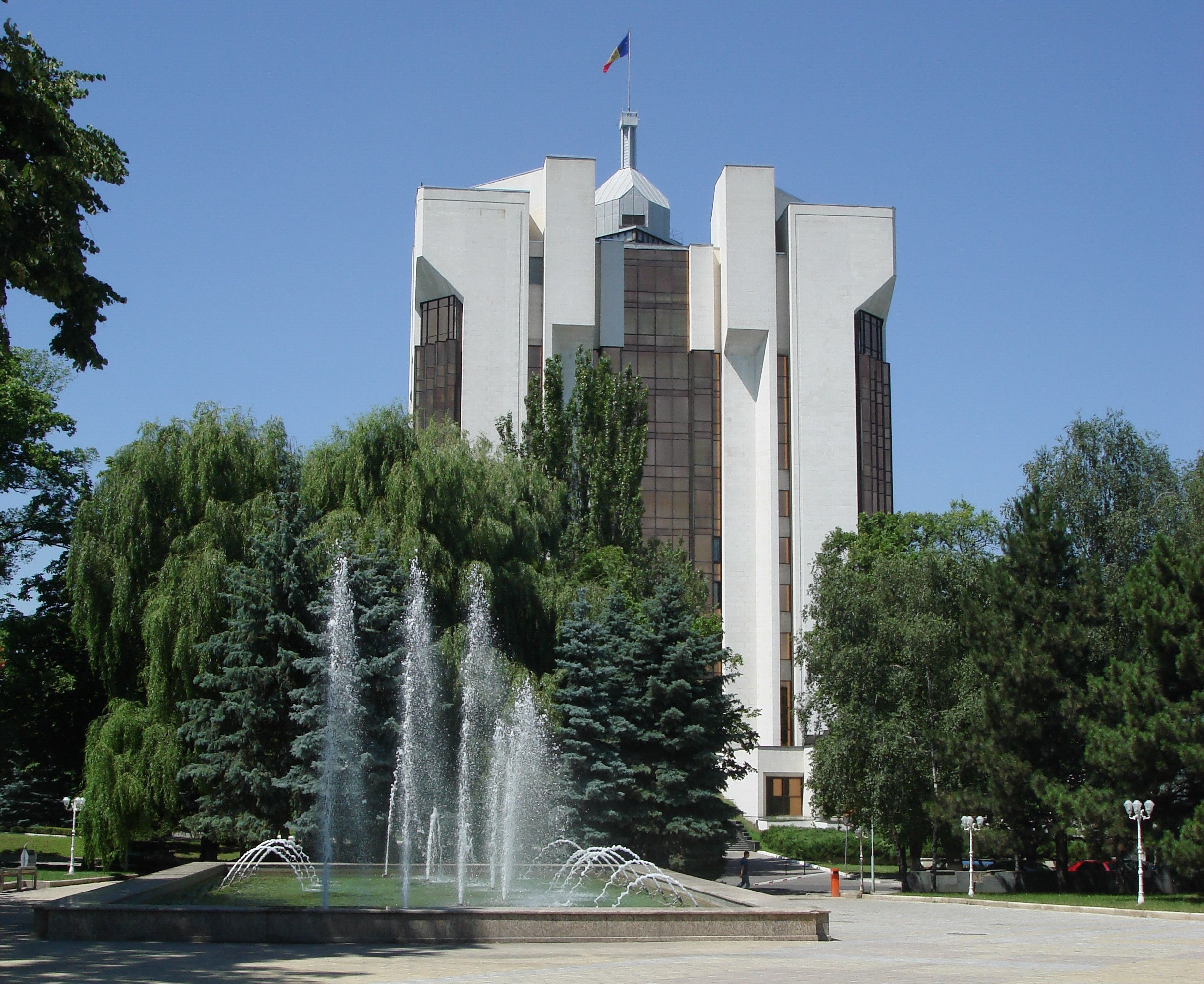
Palacio Presidencial
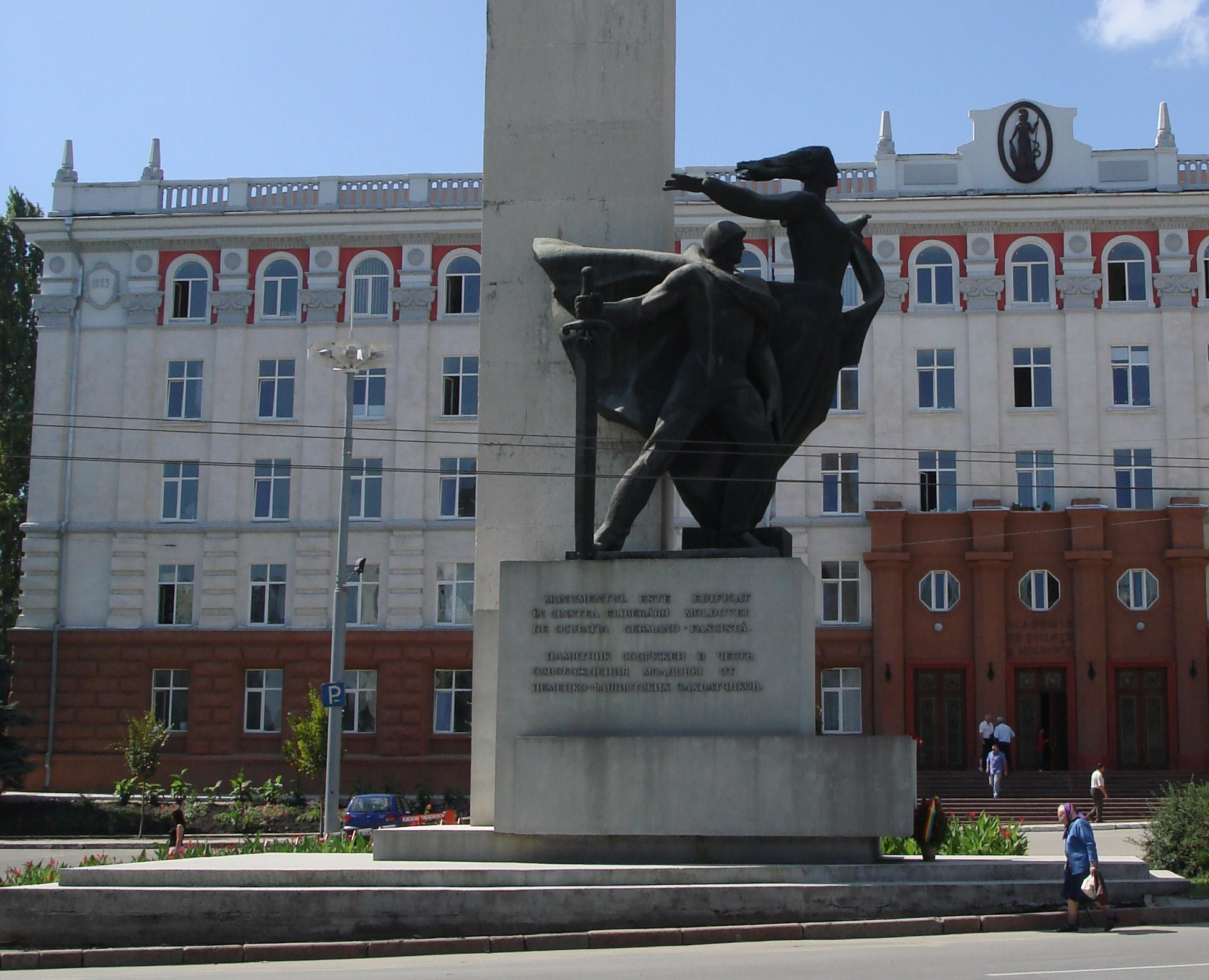
Academia de las Ciencias
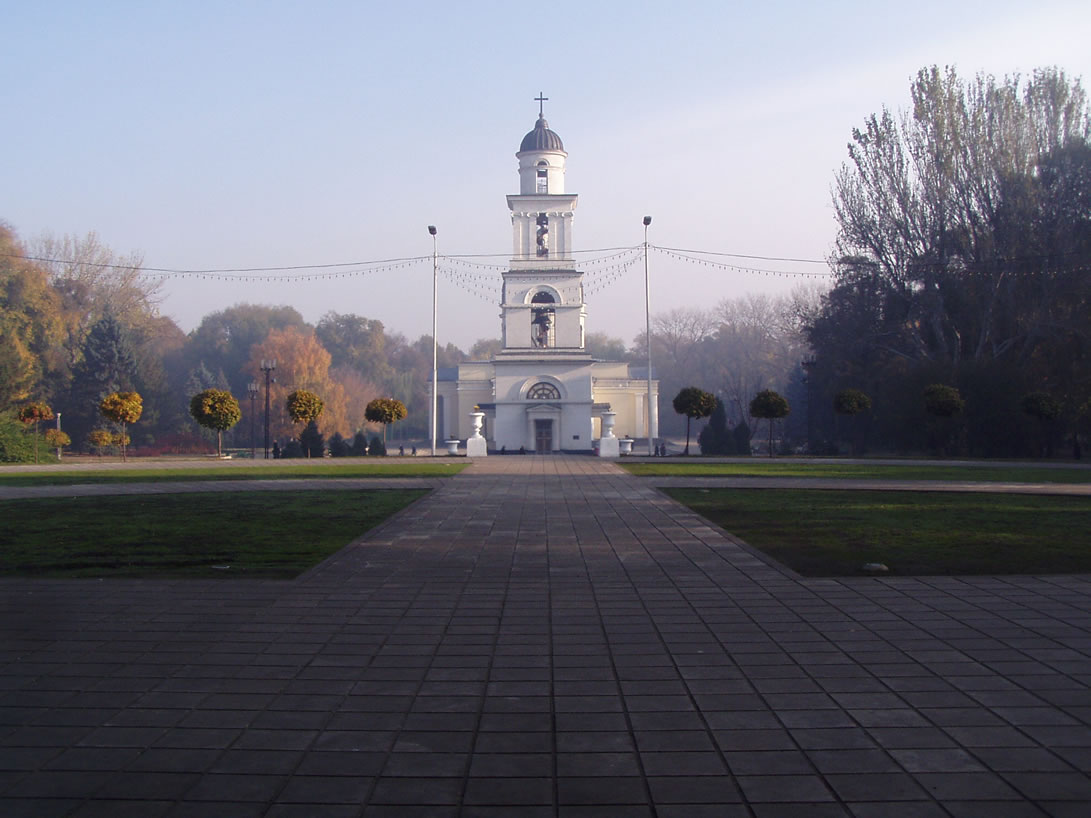
Iglesia de la Natividad
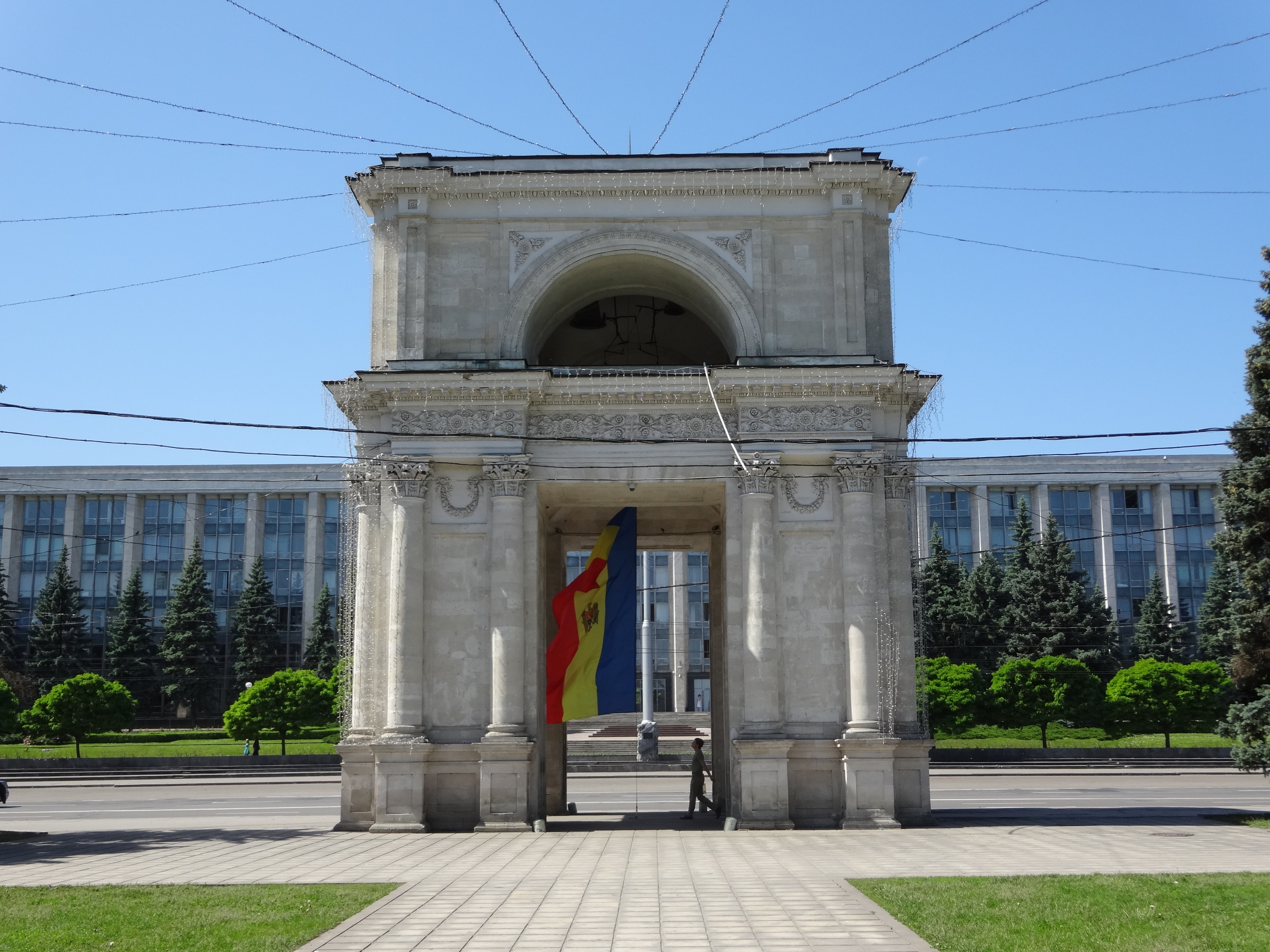
El arco del triunfo en la Plaza Nacional
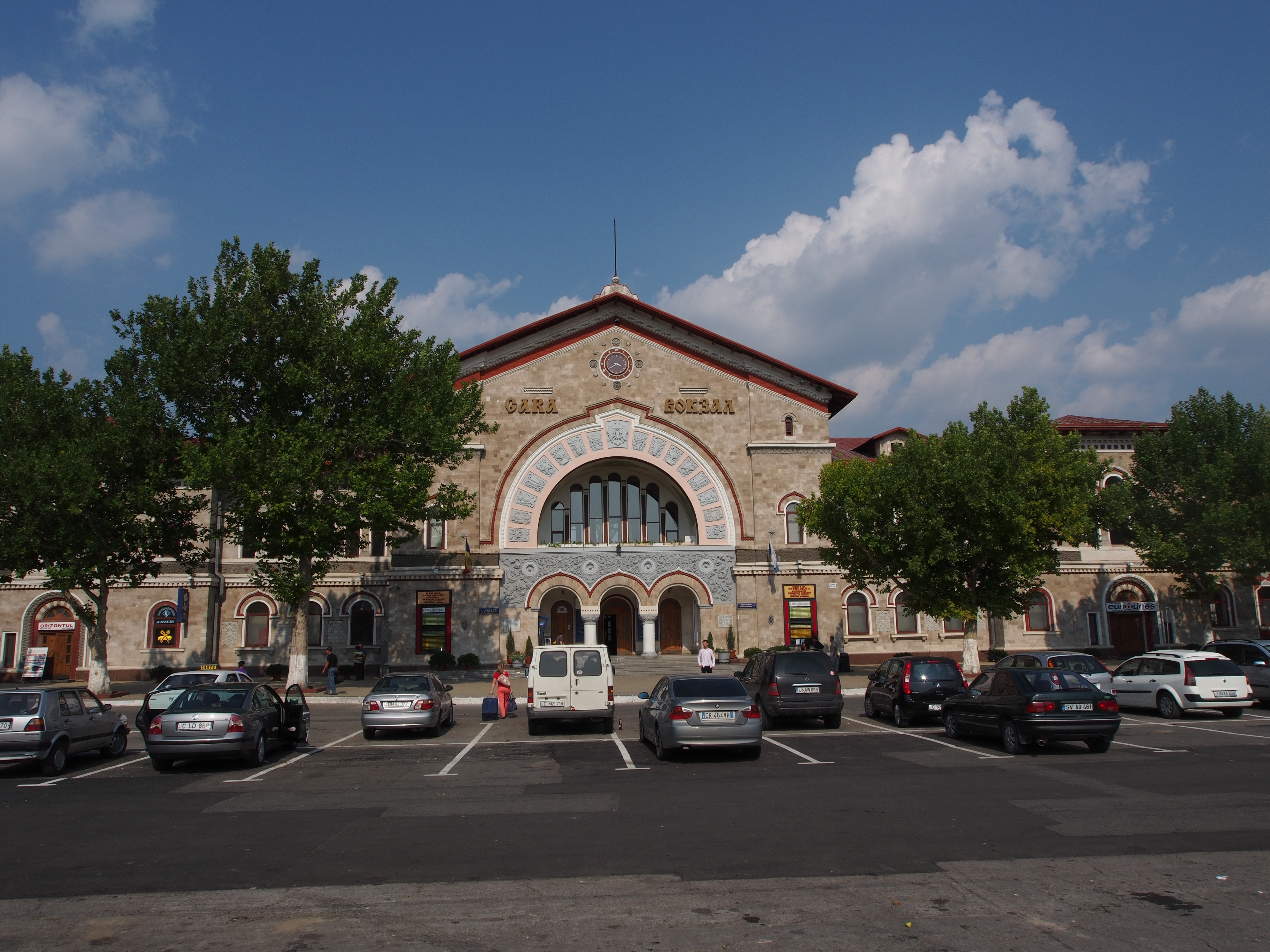
Estación de ferrocarril
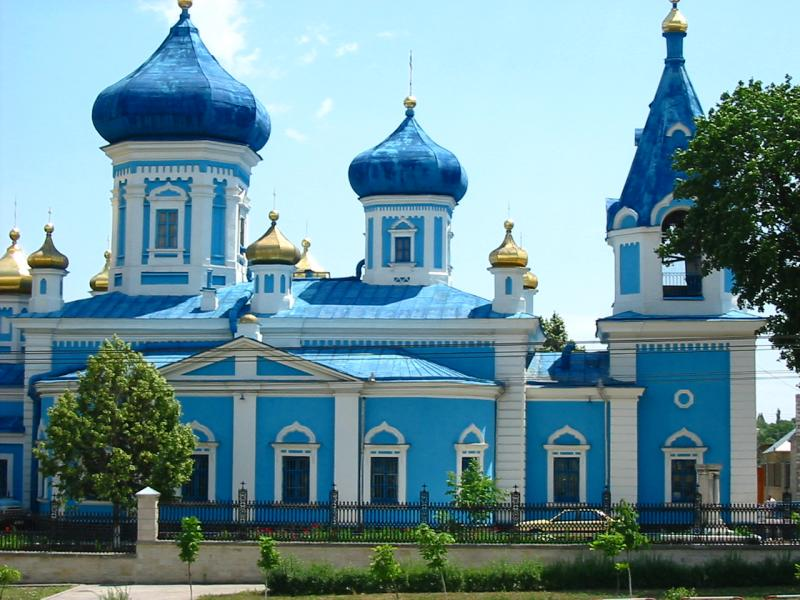
Catedrala Sfîntul Mare Mucenic Teodor Tiron